# Vallée de l'Enfer
La vallée de l'Enfer est une série de gorges traversées par la rivière Crueize, située à quelques kilomètres au nord de Marvejols en Lozère.

## Géomorphologie
La vallée de l'Enfer est une gorge de raccordement formée par érosion régressive dans le socle métamorphique (leptynite), la Crueize ayant été capturée par la Colagne après avoir été un affluent de la Truyère. La profondeur de la vallée dépasse les 300 mètres en plusieurs points. La végétation des versants varie suivant leur exposition : bois de hêtres ou de pins sylvestres pour ceux exposés au nord ou à l'est, landes très pauvres à genêt purgatif pour ceux exposés au sud ou à l'ouest.

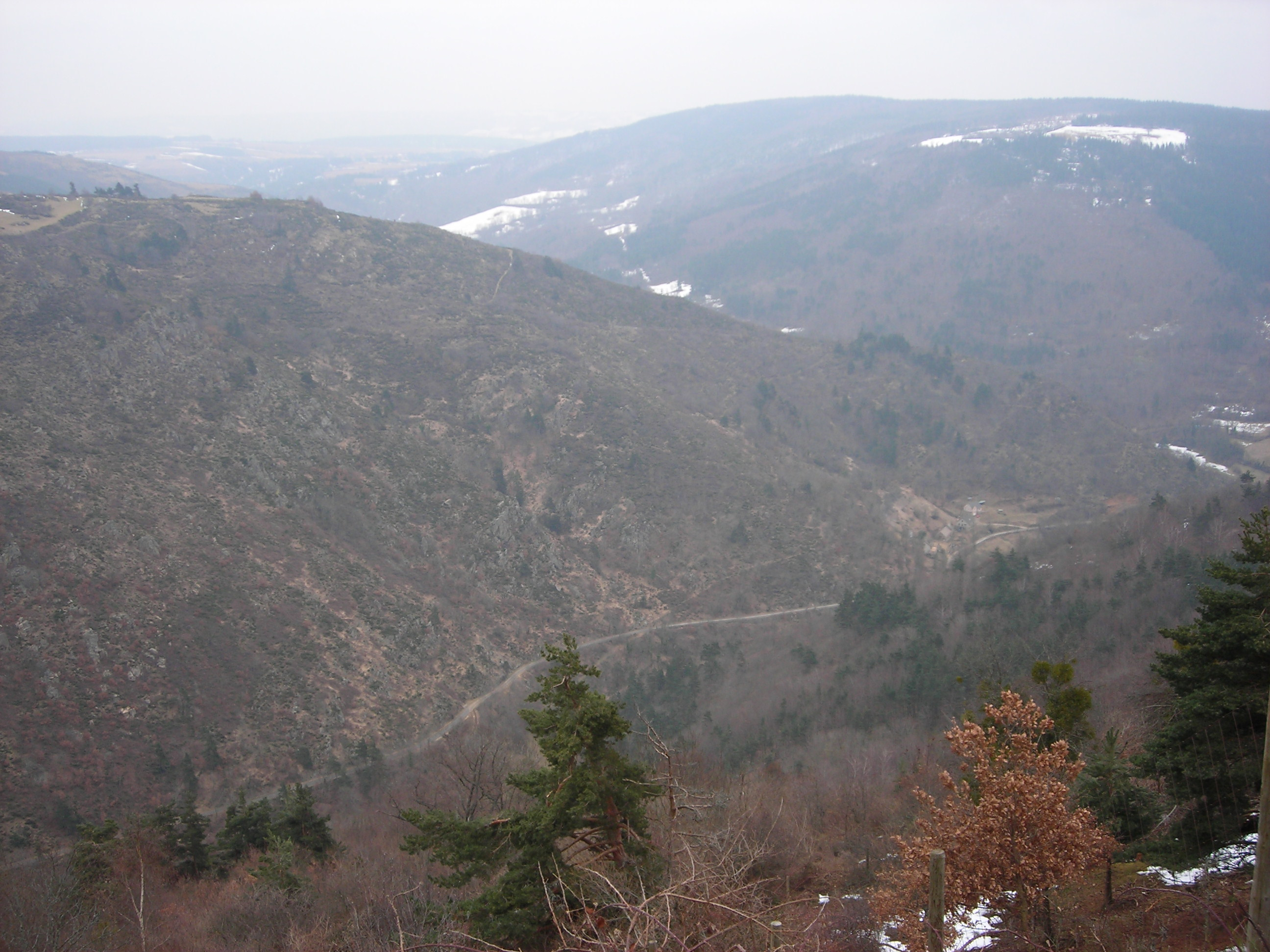
La vallée de l'Enfer vue du village de Sainte-Lucie.
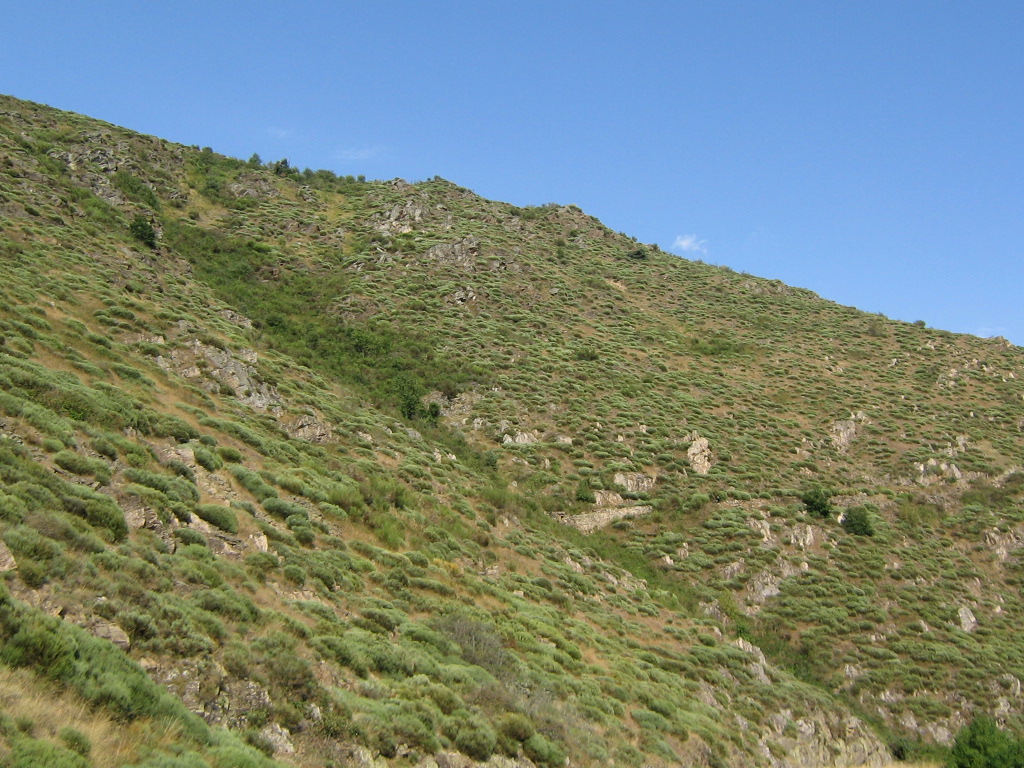
Lande à genêt purgatif sur un versant exposé au sud.

## Voies de communication

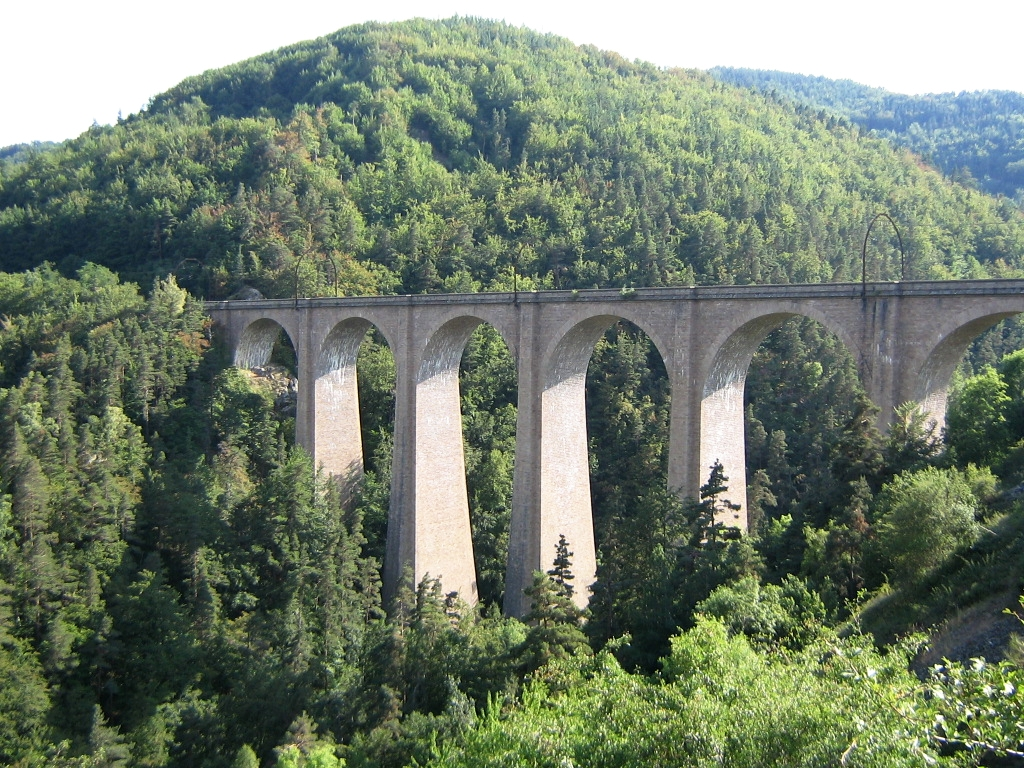
Viaduc ferroviaire de la Crueize (ou de l'Enfer).

Malgré un encaissement important et un accès malaisé, la vallée est suivie par une petite route ainsi que, depuis le XIXe siècle, par la ligne de chemin de fer de Béziers à Neussargues qui a nécessité la construction d'ouvrages d'art comme le viaduc de l'Enfer. Le choix fait à l'époque d'emprunter cette vallée s'explique par la grande différence d'altitude qui existe entre la gare d'Aumont-Aubrac (1 000 m) au nord et celle de Marvejols (680 m) au sud. Pour perdre de l'altitude progressivement, le passage par le versant ouest de la vallée s'est imposé en dépit de la nécessité de réaliser plusieurs tunnels et ponts.

## Activités sportives

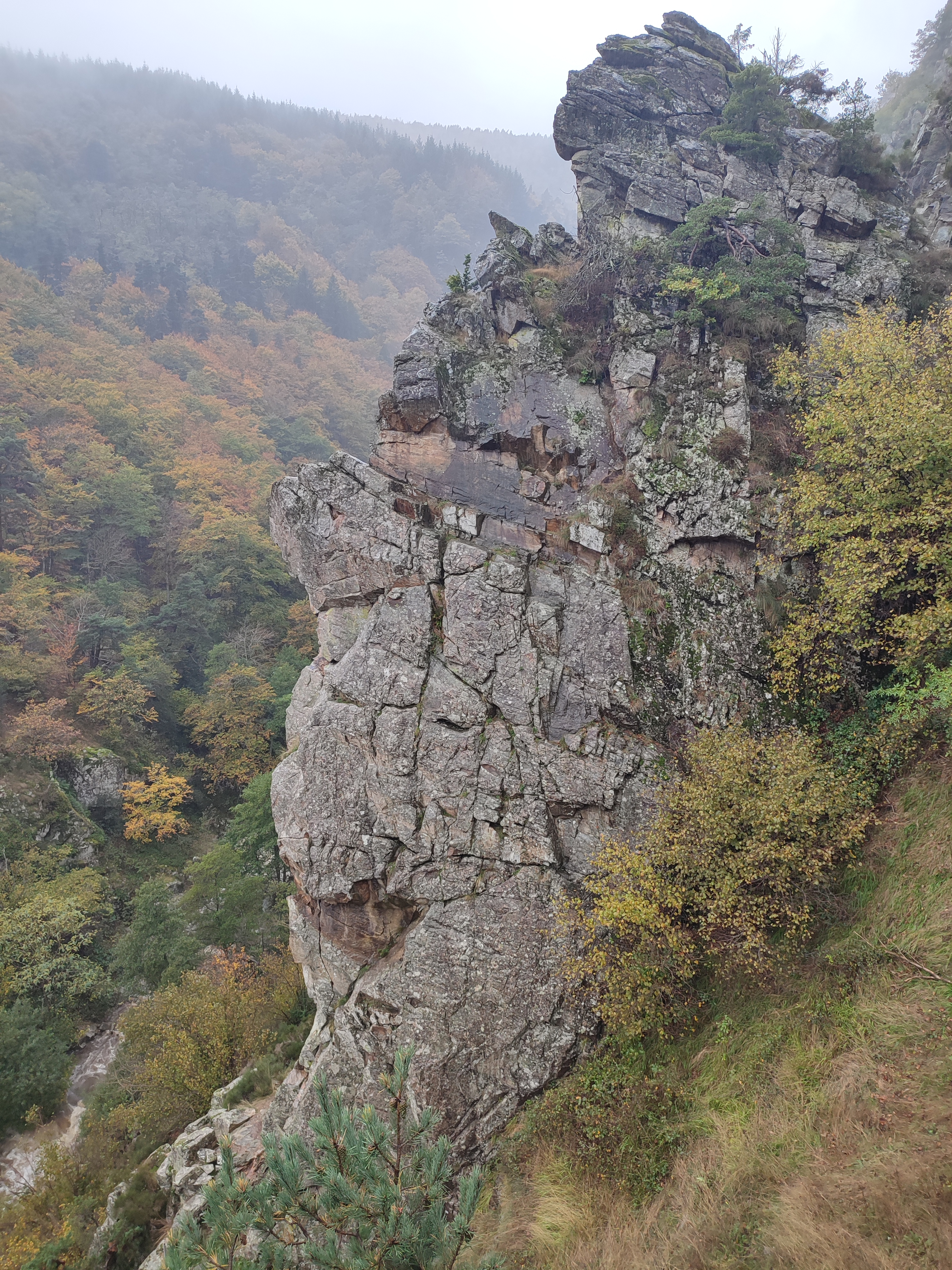
Rocher équipé pour l'escalade dominant la rivière.

Outre la randonnée pédestre, la vallée permet aussi la pratique de l'escalade sur plusieurs sites, du fait de la présence de nombreux rochers. Il existe ainsi 54 voies équipées, hautes de 8 à 30 mètres, cotées 3 à 8a/b, réparties sur six secteurs numérotés dans le sens d’arrivée sur le site.